# Ank Bijleveld-Schouten

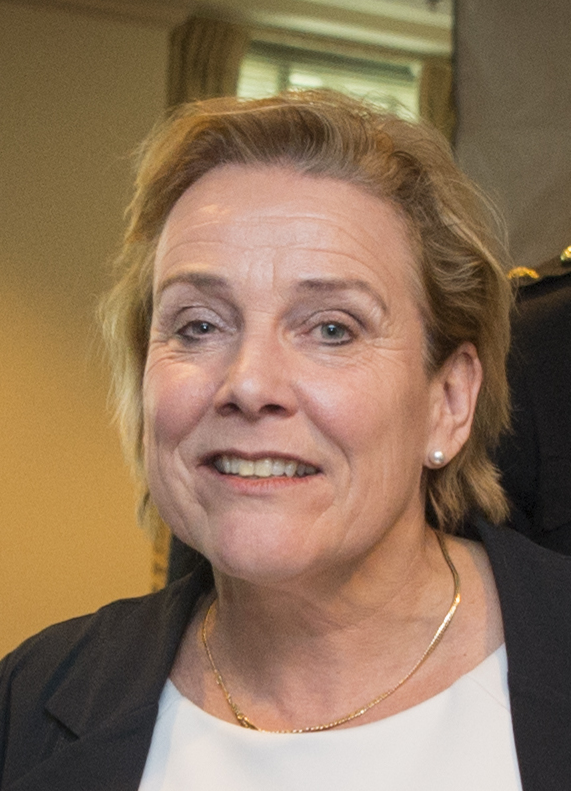
Ank Bijleveld-Schouten (2018)

Anna Theodora Bernardina „Ank“ Bijleveld-Schouten (* 17. März 1962 in IJsselmuiden) ist eine niederländische Politikerin des Christen-Democratisch Appèl (CDA).

## Leben
Vom 22. Februar 2007 bis zum 14. Oktober 2010 war sie Staatssekretärin für Inneres und Königreichsbeziehungen im Kabinett Balkenende IV und vom 17. Juni 2010 bis zum 31. Dezember 2010 (wie schon von 1989 bis 2001) auch Mitglied der Zweiten Kammer der Generalstaaten. Von 2001 bis 2007 war sie Bürgermeisterin von Hof van Twente, eine 2001 gegründete Gemeinde in der Provinz Overijssel.
Vom 1. Januar 2011 bis zum 26. Oktober 2017 war Bijleveld-Schouten Kommissar des Königs in der Provinz Overijssel, als Nachfolgerin von Parteikollege Geert Jansen.
Am 26. Oktober 2017 wurde sie zur Verteidigungsministerin im Kabinett Rutte III ernannt. Am 17. September 2021 trat sie nach einem Missbilligungsantrag im Parlament in Bezug auf die chaotisch verlaufene Evakuierungsmission in Afghanistan zurück.
Zwischen dem 17. Januar 2022 und dem 8. März 2023 hatte Bijleveld-Schouten das Amt der Bürgermeisterin von Almere kommissarisch inne.
Bijleveld hat Verwaltungswissenschaft an der Universität Twente studiert. Sie ist verheiratet, hat zwei Töchter und gehört der römisch-katholischen Kirche an. Sie lebt in Goor, einem Ort in der Gemeinde Hof van Twente.

## Belege
1. ↑  NOS Nieuws: Kabinet benoemt Hoes en Bijleveld, 1. Oktober 2010. Abgerufen am 22. Oktober 2010.
2. ↑  Zwei Rücktritte nach Chaos in Kabul, Tagesschau, 17. September 2021.
3. ↑  Ex-minister Ank Bijleveld wordt waarnemend burgemeester Almere. In: De Telegraaf. Mediahuis, 14. Januar 2022, abgerufen am 9. Februar 2022 (niederländisch).
4. ↑  Vertrekkend burgemeester Ank Bijleveld: 'Ik ben van Almere gaan houden'. In: omroepflevoland.nl. Omroep Flevoland, 22. Februar 2022, abgerufen am 8. März 2023 (niederländisch).